# Pagan Love
Pagan Love è un film del 1920 sceneggiato, diretto e prodotto da Hugo Ballin.
Tratto dal racconto (apparso il 30 settembre 1919 su The Pictorial Review) The Honourable Gentleman - titolo di lavorazione del film - è interpretato dalla moglie di Ballin, l'attrice Mabel Ballin e da Togo Yamamoto.

## Trama
Yu-Ch'ing, un giovane cinese, arriva negli Stati Uniti per iscriversi all'università. Trova un lavoro presso un giornale e conosce Kathleen, una ragazza cieca, ebrea di origine irlandese, che ricambia le sue attenzioni.
Un medico, il dottor Hardwick prospetta alla giovane la possibilità di riacquistare la vista attraverso un'operazione chirurgica. Quando Kathleen vede per la prima volta Yu-Ch'ing, è spaventata dal fatto di avere una relazione con un cinese.
Il giovane torna in patria, distrutto dal dolore e si suicida. Kathleen e il medico che l'ha guarita, intanto, intrecciano una relazione.

## Produzione
Con il titolo di lavorazione The Honourable Gentleman, il film fu prodotto da Hugo Ballin.

## Distribuzione
Uscito negli USA il 7 dicembre 1920, il film fu distribuito dalla Pathé Exchange e dalla W.W. Hodkinson.